# 多田俊介
多田 俊介（ただ しゅんすけ、4月4日 - ）は、日本の男性アニメーション演出家・アニメ監督。東京都出身。M.S.C所属。

## 参加作品

### テレビアニメ
1991年
- 太陽の勇者ファイバード （制作進行）

1993年
- 勇者特急マイトガイン（制作進行）
- SLAM DUNK（演出助手）

1996年
- B'T-X NEO（演出）

1997年
- こちら葛飾区亀有公園前派出所（絵コンテ・演出）

1998年
- 発明BOYカニパン（演出）

1999年
- ポポロクロイス物語（絵コンテ・演出）
- アークザラッド（絵コンテ・演出）
- メダロット（演出）

2001年
- ジャングルはいつもハレのちグゥ（絵コンテ・演出）
- NOIR ノワール（絵コンテ）
- テニスの王子様（絵コンテ・演出）
- 砂漠の海賊!キャプテンクッパ（絵コンテ）

2002年
- .hack//SIGN（絵コンテ）
- あたしンち（絵コンテ・演出）

2003年
- 真・女神転生Dチルドレン ライト&ダーク（絵コンテ・演出）
- L/R -Licensed by Royal-（絵コンテ・演出）

2004年
- SAMURAI 7（絵コンテ・演出）

2005年
- IGPX Immortal Grand Prix（絵コンテ・演出）

2007年
- REIDEEN（副監督・絵コンテ・演出）

2008年
- ワールド・デストラクション 世界撲滅の六人（監督・絵コンテ・演出・OP絵コンテ/演出・ED絵コンテ/演出）

2012年
- 新テニスの王子様（演出）
- 黒子のバスケ（監督・絵コンテ・演出）
- TARI TARI（絵コンテ）

2013年
- 宇宙戦艦ヤマト2199（演出）
- 黒子のバスケ（第2期、-2014年、監督・OP2絵コンテ/演出）

2014年
- ウィザード・バリスターズ 弁魔士セシル（絵コンテ）
- 星刻の竜騎士（監督・絵コンテ・演出・OP絵コンテ/演出）

2015年
- 黒子のバスケ（第3期、監督・絵コンテ・演出）
- 蒼穹のファフナー EXODUS（絵コンテ・演出）
- スタミュ（ 監督・絵コンテ・演出・ED絵コンテ・ED演出・「我ら、綾薙学園華桜会」絵コンテ/演出・「星瞬COUNTDOWN」絵コンテ/演出）

2017年
- スタミュ（第2期、監督）

2018年
- 銀河英雄伝説 Die Neue These 邂逅（監督・絵コンテ・演出）

2019年
- スタミュ（第3期、監督）

2020年
- NOBLESSE -ノブレス-（総監督・演出）

2022年
- 新テニスの王子様 U-17 WORLD CUP（絵コンテ）

2023年
- Opus.COLORs（監督・絵コンテ・演出）

2024年
- キン肉マン 完璧超人始祖編（絵コンテ）

### 劇場アニメ
1994年
- Dr.スランプ アラレちゃん ほよよ!!助けたサメに連れられて…（制作進行）
- Dr.スランプ アラレちゃん んちゃ!!わくわくハートの夏休み（制作進行）

2008年
- クレヨンしんちゃん ちょー嵐を呼ぶ 金矛の勇者（絵コンテ）

2010年
- 劇場版“文学少女”（監督・絵コンテ・演出）

2011年
- 劇場版 テニスの王子様 英国式庭球城決戦!（監督・絵コンテ・演出）

2013年
- 攻殻機動隊ARISE -GHOST IN THE SHELL-（絵コンテ）

2016年
- 黒子のバスケ ウインターカップ総集編 〜影と光〜（監督）
- 黒子のバスケ ウインターカップ総集編 〜涙の先へ〜（監督）
- 黒子のバスケ ウインターカップ総集編 〜扉の向こう〜（監督）

2017年
- 劇場版 黒子のバスケ LAST GAME（監督）

2019年
- 銀河英雄伝説 Die Neue These 星乱（監督）

2022年
- 銀河英雄伝説 Die Neue These 激突（監督）

### OVA
1998年
- 銀河英雄伝説外伝 朝の夢、夜の歌（演出）

2002年
- ジャングルはいつもハレのちグゥ デラックス（演出）

2004年
- ジャングルはいつもハレのちグゥ FINAL（絵コンテ・演出）
- HUNTER×HUNTER G・I Final（絵コンテ）

2006年
- テニスの王子様 Original Video Animation 全国大会篇（-2007年、監督・演出・OP1絵コンテ/演出・OP2絵コンテ/演出・ED1演出）

2007年
- テニスの王子様 Original Video Animation 全国大会篇 Semifinal（-2008年、監督・演出）
- ツバサ TOKYO REVELATIONS（-2008年、監督）

2008年
- テニスの王子様 Original Video Animation 全国大会篇 Final（-2009年、監督・演出）

2009年
- ツバサ 春雷記（監督）
- テニスの王子様 Original Video Animation ANOTHER STORY 〜過去と未来のメッセージ（監督・絵コンテ・演出）
- 少女ファイト（監督）
- “文学少女” 今日のおやつ 〜はつ恋〜（監督・絵コンテ）

2010年
- “文学少女” メモワール（監督）

2011年
- テニスの王子様 Original Video Animation ANOTHER STORY II 〜アノトキノボクラ（監督・絵コンテ）

2016年
- スタミュ OVA（監督）
- NOBLESSE：Awakening（総監督）

2018年
- スタミュ OVA（監督）

### Webアニメ
2016年
- NOBLESSE:Awakening（総監督）

## 出演

### イベント
- アニメ「黒子のバスケ」公開制作発表会（2012年3月4日）[7]
- 『スタミュ』一挙上映会＋スタッフトークショー（2015年12月22日、26日）[8]
- 『スタミュ』綾薙学園「Screening Party in 2016 Summer Tour」（2016年7月18日、22日、24日）[9]
- OVA「スタミュ」第2巻先行特別上映会「綾薙学園 Screening Party in 2016 Summer Tour」（2016年8月27日、9月4日、11日、17日、18日）[10]
- 「黒子のバスケ ウインターカップ総集編 〜涙の先へ〜」スタッフトーク付き上映会（2016年10月18日、20日）[11]
- 「黒子のバスケ ウインターカップ総集編 〜扉の向こう〜」スタッフトーク付き上映会（2016年12月15日）[12]
- 「スタミュ（第2期）」ステージ（2017年3月12日）[13][14]
- 「劇場版 黒子のバスケ LAST GAME」舞台挨拶（2017年3月18日）[15][16]
- 「劇場版 黒子のバスケ LAST GAME」スタッフトーク付き上映会（2017年4月6日）[17]

### テレビ
- 「黒子のバスケ」放送直前特番（2012年）

### その他
- 「黒子のバスケ」第1Qオーディオコメンタリー（2017年）[18]